# 스웨덴 국제개발협력청

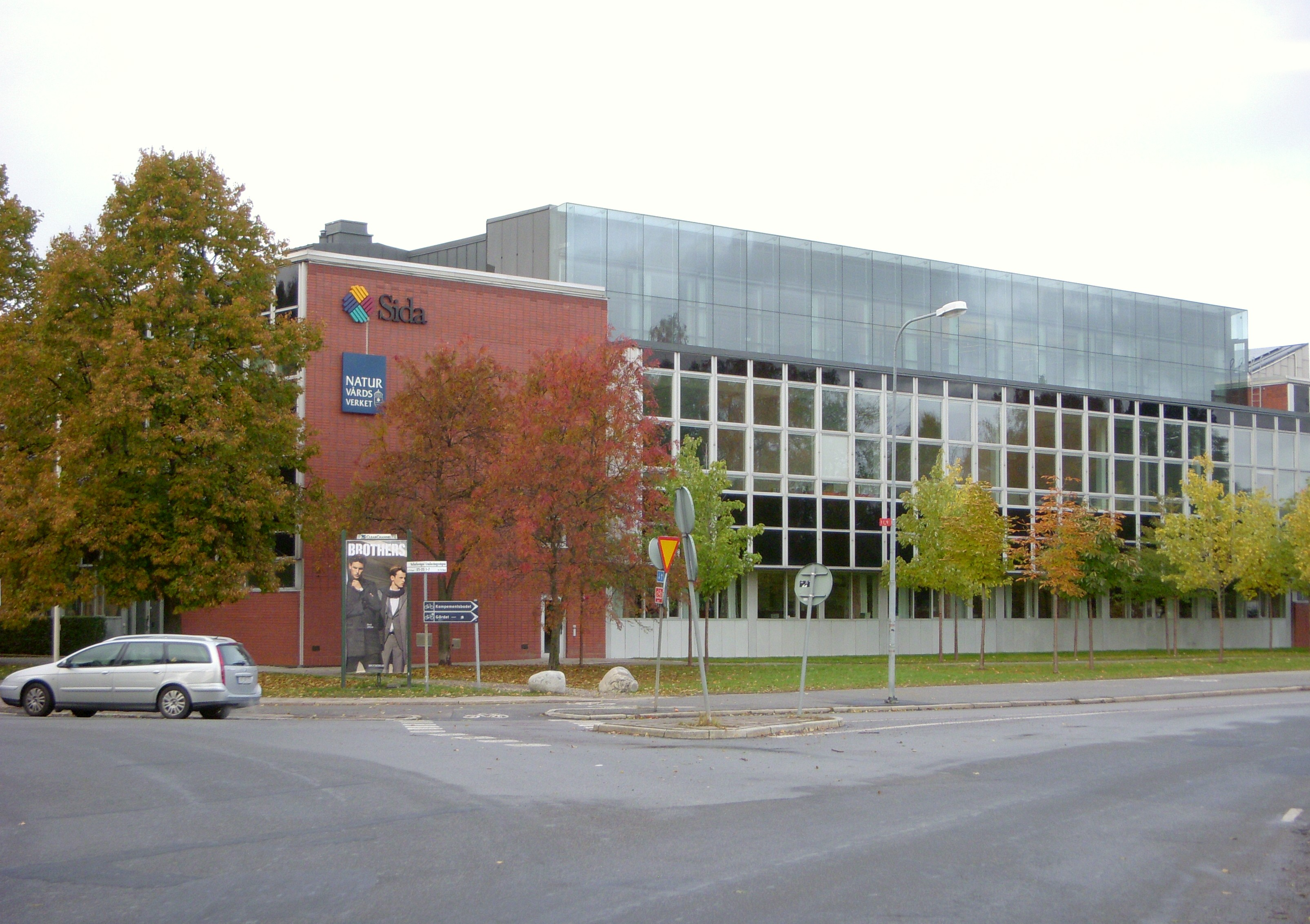

스웨덴 국제개발협력청(스웨덴어: Styrelsen för internationellt utvecklingssamarbete, 스웨덴어: Sida, Swedish International Development Cooperation Agency)은 스웨덴 외교부 산하 기구로서 대외무상협력을 주관하는 스웨덴의 기타공공기관이다. SIDA라 약칭하며 개발도상국으로의 공적개발원조를 주관한다.
세계인권선언에 입각하여 인권, 민주주의, 성 평등 등을 주요 프로젝트에서 추구한다. SIDA는 아태포럼에서 동남아시아 여성들의 인권 및 동등성에 지지를 표명했다.(2011년 5월)
SIDA는 성소수자 인권에도 관심을 갖고 있으며 실제로 스웨덴 정부는 국제협력청 자체에 성적 취향과 성정체성에 관련된 행동 강령을 추진할 것을 명문화하고 있다. 2007-2009년 사이 활동 보고서는 여러 국가에서 시민 사회 내의 성소수자 담론을 이끌어 냈으며 정부와 공여국, 공여기관, 시민 사회와 함께 활동했다는 평가를 받았다. LGBT 활동 단체에 직접 지원함과 동시에 국제활동가와 여러 이해주체자들을 연결하여 매체로 알리고 세미나를 열고 세계성소수자대회에 추가되는 새로운 정책에 대해서도 안내한다.